# Phil Zuckerman
Philip Joseph Zuckerman (n. 26 iunie 1969, Los Angeles, California, SUA) este un sociolog și profesor de sociologie și studii seculare la Pitzer College din Claremont, California⁠(d). Este specializat în sociologia secularității semnificative și este autor a opt cărți, inclusiv What It Means to Be Moral: Why Religion Is Not Necessary for Living an Ethical Life („Ce înseamnă să fii moral: De ce religia nu este necesară pentru o viață etică”, 2019) și Beyond Doubt: The Secularization of Society („Dincolo de îndoială: Secularizarea societății”, 2023).

## Viața și educația timpurie
Născut la 26 iunie 1969, din părinți evrei așkenazi laici în Los Angeles, California, Zuckerman a crescut în Pacific Palisades⁠(d) și a studiat la Santa Monica College. S-a transferat la Universitatea din Oregon din Eugene unde a obținut o diplomă de licență⁠(d) (1992), o diplomă de master (1995) și un doctorat (1998), toate în sociologie.

## Carieră
Profesor universitar de sociologie și studii seculare la Pitzer College din Claremont, California, Zuckerman deține și o poziție de profesor afiliat la Claremont Graduate University. A fost profesor invitat la Universitatea Aarhus din Danemarca în 2006 și 2010. De asemenea, este editor special al seriei de cărți „Secular Studies” publicată de NYU Press. În plus față de cariera academică, Zuckerman este Director Executiv al Humanist Global Charity, fosta Brighter Brains Institute. Această organizație caritabilă umanistă activează în 51 de țări, finanțând educația seculară, studenții umaniști, colectivitățile de femei, orfanii, liniile telefonice de asistență și oferă stagii de practică în Africa și India. Activitatea lui Zuckerman nu se oprește aici. El face parte din consiliul editorial al publicației Secularism and Nonreligion și este organizator al Conferinței Non-religion and Secularity Research Network. De asemenea, este membru al consiliului editorial al revistei Secular Studies.
Zuckerman este editor de cercetare și scriitor colaborator la OnlySky, o platformă online „dedicată protejării democrației seculare a Americii prin jurnalism bazat pe realitate, povestiri și comentarii”.
Domeniile sale de interes în cercetare sunt secularitatea, ateismul, apostazia și cultura scandinavă.

### Lucrări publicate

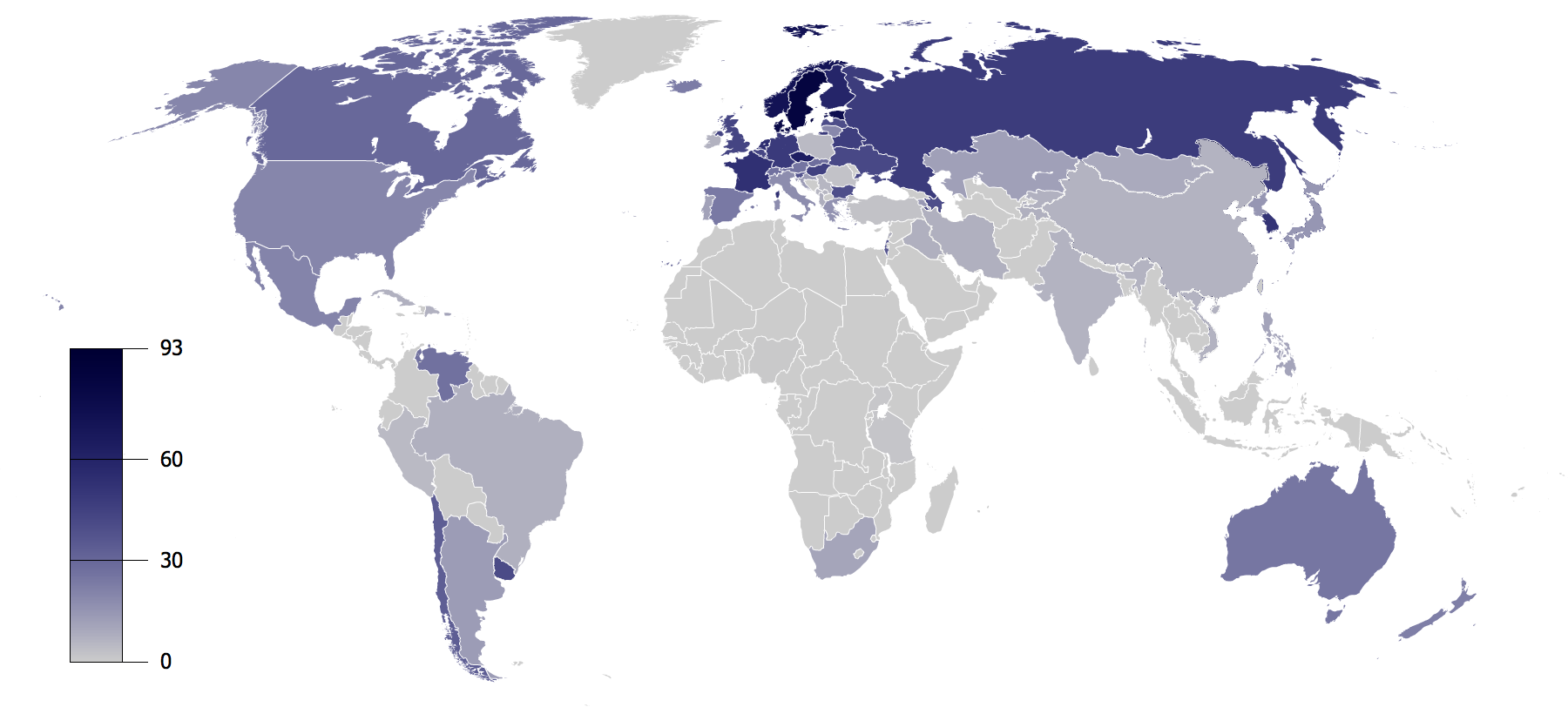
Analizele lui Phil Zuckerman identifică niveluri diferite de atei și agnostici în țări din întreaga lume.

Phil Zuckerman este autorul a șapte cărți, inclusiv The Nonreligious („Cei nereligioși”), scrisă în colaborare cu Luke Galen și Frank Pasquale, Living the Secular Life („Trăind Viața Seculară”), Faith No More („Adio Credință”), Society without God („O societate Fără Dumnezeu”), Invitation to the Sociology of Religion („Introducere în Sociologia Religiei”), What it Means to be Moral („Ce înseamnă să fii Moral”) și Strife in the Sanctuary („Conflict în Sanctuar”). Lucrările sale au fost traduse în șase limbi, printre care persană, coreeană și turcă.
Cartea lui Phil Zuckerman din 2008, Society without God, menționează că Danemarca și Suedia, „probabil cele mai puțin religioase țări din lume și posibil din istoria lumii”, se bucură de „unele dintre cele mai scăzute rate ale criminalității violente din lume [și] cele mai scăzute niveluri de corupție din lume”. Zuckerman identifică faptul că scandinavii au „rate relativ ridicate ale delictelor minore și ale spargerilor”, dar „ratele lor generale ale criminalității violente — cum ar fi crimă, agresiune agravată și viol — sunt printre cele mai scăzute de pe pământ”. În 2009, editorialistul New York Times Peter Steinfels⁠(d) a comentat că Society without God oferă dovezi că o societate ireligioasă poate prospera. Cartea a câștigat premiul doi la categoria cărți de religie a revistei Foreword din 2008 și a fost prezentată în The New York Times.
Living the Secular Life: New Answers to Old Questions („Trăind Viața Seculară: Noi Răspunsuri la Întrebări Vechi”) de Phil Zuckerman a fost lansată în 2014 și recenzată în The New York Times de Susan Jacoby. Cartea a fost desemnată drept „Cea Mai Bună Carte a Anului 2014” de Publishers Weekly și a fost prezentată într-un comentariu de către David Brooks, editorialist la New York Times.
Asociația Umanistă Americană l-a invitat pe Zuckerman să vorbească despre creșterea nereligiozității în Statele Unite.

### Comentariu public
Zuckerman a declarat că 20% din populația Statelor Unite este nereligioasă, iar 30% dintre cetățenii sub 30 de ani sunt nereligioși. Acesta a comentat adesea că religia este confundată cu patriotismul în Statele Unite. Deși „aplaudă pasiunea și scopul” Ateilor Americani, Zuckerman susține că aceștia reprezintă o minoritate, deoarece majoritatea ateilor din America „nu sunt supărați, nu urăsc religia și nu au nevoie de un forum pentru a se exprima”.
Cercetările lui Zuckerman au demonstrat că ratele crimelor din țările scandinave au scăzut după abolirea pedepsei cu moartea, iar el se opune aplicării acesteia în Statele Unite.
Zuckerman a descoperit că persoanele neafiliate religios tind să fie mai predispuse către politicile progresiste, iar declinul creștinismului protestant în America reprezintă o lovitură pentru cauzele conservatoare. De asemenea, a comentat despre creșterea numărului de „evrei fără religie”, persoane care se identifică drept total sau parțial evrei, dar nu au o religie. Zuckerman a susținut că mișcările atee în creștere din Statele Unite reprezintă un răspuns la impactul dreptei creștine.
În 2023, a fost invitat să participe la o dezbatere la Oxford Union.

### Program de studii seculare
În 2011, Zuckerman a fondat programul de studii seculare la Pitzer College, pe care îl conduce și în prezent. La anunțarea programului de studii seculare, Institutul pentru Studiul Secularismului în Societate și Cultură de la Trinity College⁠(d) a menționat că acesta a fost primul program care oferea o diplomă în studii seculare. Programul permite studenților să se specializeze în studii seculare, inclusiv prin cursul principal „Sociologia secularității”. Primul student absolvent al Pitzer College cu o diplomă în studii seculare a fost primul student din Statele Unite cu o astfel de specializare.

## Viața personală
Zuckerman locuiește în Claremont, California⁠(d), împreună cu soția și cei trei copii ai săi.

## Lucrări
- Zuckerman, Phil (2003). Invitation to the Sociology of Religion. New York & London: Routledge. ISBN 9780415941266.
- Manning, Christel; Zuckerman, Phil (2005). Sex and religion. Belmont, California: Thomson Wadsworth. ISBN 9780534524937.
- Zuckerman, Phil (2008). Society without God : what the least religious nations can tell us about contentment. New York: New York University Press. ISBN 9780814797143.
- Zuckerman, Phil (2010). Atheism and secularity. Santa Barbara, California: Praeger. ISBN 9780313351815.
- Zuckerman, Phil (2011). Faith no more : why people reject religion. New York: Oxford University Press. ISBN 9780199740017.
- Zuckerman, Phil (2014). Living the Secular Life: New Answers to Old Questions. London: Penguin Press. ISBN 9781594205088.
- Zuckerman, Phil (2016). The Nonreligious: Understanding Secular People and Societies. London: Oxford University Press. ISBN 9780199924943.
- Zuckerman, Phil (2019). What It Means to Be Moral: Why Religion Is Not Necessary for Living an Ethical Life. Berkeley: Counterpoint Press. ISBN 978-1640092747.
- Zuckerman, Phil; Kasselstrand, Isabella și Ryan T. Cragun (2023). Beyond Doubt: The Secularization of Society. New York University Press. ISBN: 978-1479814282.